# Мичелетти, Роберто
Роберто Мичелетти Баин или Микелетти (исп. Roberto Micheletti Bain; род. 13 августа 1943) — гондурасский политик, исполнял обязанности президента республики Гондурас с 28 июня 2009 года по 27 января 2010 года.
Родился в городе Эль-Прогресо в гондурасском департаменте Йоро.. Является владельцем испаноязычной социальной сети Cielo.com.
Является членом Либеральной партии Гондураса, с января 2006 года до 28 июня 2009 года находился на посту главы председателя парламента республики.
После отстранения от должности действовавшего президента Мануэля Селайи в соответствии с конституцией был назначен Конгрессом Гондураса временно исполнять обязанности президента. По конституции временным президентом должен был быть назначен вице-президент, но эта должность оставалась вакантной с начала 2009 года, когда Эрнесто Элвин Сантос ушёл в отставку.
Сразу после переворота мировое сообщество осудило переворот и потребовало возвращения к власти свергнутого президента Селайи.
Сын Роберта Мичелетти — Альдо Мичелетти — имел намерения баллотироваться в кандидаты на пост депутата парламента от департамента Йоро, но в связи с тем, что конституция страны не позволяет ближайшим родственникам президента занимать высокие посты, 28 октября 2009 года объявил об отказе от своих планов.